# Список пенитенциарных учреждений Виргинии
Список пенитенциарных учреждений Виргинии составлен по материалам исправительного департамента штата, Федерального бюро тюрем, Бюро юридической статистики США и частных операторов тюрем.
По состоянию на конец 2011 года в пенитенциарных учреждениях штата содержалось 38,130 заключённых (в 2010 году — 37,638, в 2009 году — 38,059). Исправительный департамент штата Виргиния управляет 41 учреждением, в том числе 8 отделениями и 7 рабочими центрами (ещё одна тюрьма, принадлежащая департаменту, находится в частном управлении). Охраняемые блоки для заключённых имеются в медицинском центре Медицинского колледжа Виргинии (Ричмонд) и мемориальной больнице округа Саутхэмптон. Также под контролем департамента находятся три центра заключения (в Капроне, Честерфилде и Хонакере) и четыре центра альтернативных видов исправительного воздействия (в Честерфилде, Стаффорде, Уайт-Посте и Харрисонберге). Кроме того, на территории штата расположены два федеральных учреждения и одна военная тюрьма.   
| Название учреждения                                                                               | Тип и режим учреждения                          | Месторасположение                             | Примечания |
| Тюрьма штата Ред-Онион (англ. Red Onion State Prison)                                             | Тюрьма штата максимального уровня безопасности  | Паунд 37°06′42″ с. ш. 82°33′00″ з. д.         | Тюрьма открылась в 1998 году, вместимость — 0,8 тыс. заключённых. |
| Тюрьма штата Сассекс I (англ. Sussex I State Prison)                                              | Тюрьма штата                                    | Вейверли 37°03′55″ с. ш. 77°12′22″ з. д.      | Тюрьма открылась в 1998 году, вместимость — более 1,1 тыс. заключённых, имеются камеры «смертников», центр приёма и классификации. |
| Тюрьма штата Уолленс-Ридж (англ. Wallens Ridge State Prison)                                      | Тюрьма штата                                    | Биг-Стоун-Геп 36°50′31″ с. ш. 82°47′11″ з. д. | Тюрьма открылась в 1999 году, вместимость — 1,2 тыс. заключённых. |
| Исправительный центр Кин-Маунтейн (англ. Keen Mountain Correctional Center)                       | Тюрьма штата строгого уровня безопасности       | Оквуд 37°13′24″ с. ш. 81°58′44″ з. д.         | Тюрьма открылась в 1990 году, вместимость — до 0,9 тыс. заключённых, имеются сектор предупредительного заключения, промышленное производство. |
| Исправительный центр Ноттовей (англ. Nottoway Correctional Center)                                | Тюрьма штата                                    | Берквилл 37°10′00″ с. ш. 78°10′31″ з. д.      | Тюрьма открылась в 1984 году, вместимость — более 1,1 тыс. заключённых, имеются центр приёма и классификации, деревообрабатывающее производство. |
| Тюрьма штата Сассекс II (англ. Sussex II State Prison)                                            | Тюрьма штата                                    | Вейверли 37°02′48″ с. ш. 77°11′00″ з. д.      | Тюрьма открылась в 1999 году, вместимость — до 1,3 тыс. заключённых. |
| Исправительный центр Аугуста (англ. Augusta Correctional Center)                                  | Тюрьма штата строгого уровня безопасности       | Крейгсвилл 38°03′42″ с. ш. 79°22′02″ з. д.    | Тюрьма открылась в 1986 году, вместимость — 1,1 тыс. заключённых, имеется промышленное производство. |
| Исправительный центр Букингем (англ. Buckingham Correctional Center)                              | Тюрьма штата строгого уровня безопасности       | Диллвин 37°33′58″ с. ш. 78°28′29″ з. д.       | Тюрьма открылась в 1982 году, вместимость — более 1 тыс. заключённых, имеется промышленное производство. |
| Женский исправительный центр Флуванна (англ. Fluvanna Correctional Center for Women)              | Тюрьма штата                                    | Трой 37°58′58″ с. ш. 78°16′12″ з. д.          | Тюрьма открылась в 1998 году, вместимость — 1,2 тыс. заключённых, имеются центр приёма и классификации, камеры «смертников», промышленное производство. |
| Исправительный центр Грин-Рок (англ. Green Rock Correctional Center)                              | Тюрьма штата                                    | Четэм 36°47′59″ с. ш. 79°25′19″ з. д.         | Тюрьма открылась в 2007 году, вместимость — до 1 тыс. заключённых. |
| Исправительный центр Гринсвилл (англ. Greensville Correctional Center)                            | Тюрьма штата                                    | Джаррет 36°47′53″ с. ш. 77°29′10″ з. д.       | Тюрьма открылась в 1990 году, вместимость — более 3 тыс. заключённых, имеются камеры «смертников», блок полной изоляции, тюремная больница, сектор психически больных, деревообрабатывающее и мебельное производство, в учреждении приводятся в исполнение все смертные приговоры штата. |
| Исправительный центр штата Покахонтас (англ. Pocahontas State Correctional Center)                | Тюрьма штата                                    | Покахонтас 37°17′49″ с. ш. 81°21′55″ з. д.    | Тюрьма открылась в 2007 году, вместимость — более 0,9 тыс. заключённых. |
| Исправительный центр Поухэтан (англ. Powhatan Correctional Center)                                | Тюрьма штата                                    | Стейт-Фарм 37°37′31″ с. ш. 77°50′07″ з. д.    | Тюрьма открылась в 1926 году, вместимость — более 0,8 тыс. заключённых, имеются тюремная больница (специализируется на лечении психически больных), промышленное производство. |
| Исправительный центр Бленда (англ. Bland Correctional Center)                                     | Тюрьма штата                                    | Бленд 37°10′09″ с. ш. 80°53′19″ з. д.         | Тюрьма открылась в 1946 году, вместимость — более 0,6 тыс. заключённых, имеются центр приёма и классификации, тюремная больница, большое подсобное хозяйство. |
| Исправительный центр Баскервилла (англ. Baskerville Correctional Center)                          | Тюрьма штата                                    | Баскервилл 36°43′18″ с. ш. 78°18′03″ з. д.    | Тюрьма открылась в 1962 году, вместимость — 0,5 тыс. заключённых, имеются сектора среднего и минимального уровней безопасности. |
| Исправительный центр Кофивуд (англ. Coffeewood Correctional Center)                               | Тюрьма штата                                    | Митчелс 38°21′49″ с. ш. 78°01′08″ з. д.       | Тюрьма открылась в 1994 году, вместимость — до 1,2 тыс. заключённых, имеется центр приёма и классификации. |
| Исправительный центр Дирфилд (англ. Deerfield Correctional Center)                                | Тюрьма штата                                    | Капрон 36°43′45″ с. ш. 77°14′45″ з. д.        | Тюрьма открылась в 1994 году, вместимость — до 1,1 тыс. заключённых, имеется сектор пожилых и ослабленных осуждённых. |
| Исправительный центр Диллвина (англ. Dillwyn Correctional Center)                                 | Тюрьма штата                                    | Диллвин 37°34′27″ с. ш. 78°28′14″ з. д.       | Тюрьма открылась в 1993 году, вместимость — более 1,1 тыс. заключённых, имеются центр приёма и классификации, сектор для нарушителей досрочного освобождения, промышленное производство.                                                                                                 |
| Исправительный центр Дип-Мидоу (англ. Deep Meadow Correctional Center)                            | Тюрьма штата                                    | Стейт-Фарм 37°37′17″ с. ш. 77°51′01″ з. д.    | Тюрьма открылась в 1989 году, вместимость — более 0,8 тыс. заключённых, имеется сектор инвалидов-колясочников. |
| Исправительный центр Хейнсвилла (англ. Haynesville Correctional Center)                           | Тюрьма штата                                    | Хейнсвилл 37°57′27″ с. ш. 76°40′13″ з. д.     | Тюрьма открылась в 1993 году, вместимость — более 1,1 тыс. заключённых, имеются центр приёма и классификации, промышленное производство. |
| Исправительный центр Индиан-Крик (англ. Indian Creek Correctional Center)                         | Тюрьма штата среднего уровня безопасности       | Чесапик 36°36′52″ с. ш. 76°10′41″ з. д.       | Тюрьма открылась в 1994 году, вместимость — более 1 тыс. заключённых, специализируется на лечении наркоманов и алкоголиков, имеется промышленное производство. |
| Исправительный центр Люненбург (англ. Lunenburg Correctional Center)                              | Тюрьма штата                                    | Виктория                                      | Тюрьма открылась в 1995 году, вместимость — до 1,2 тыс. заключённых, имеются центр приёма и классификации, промышленное производство. |
| Исправительный центр Сен-Брайдс (англ. St. Brides Correctional Center)                            | Тюрьма штата                                    | Чесапик 36°36′38″ с. ш. 76°10′59″ з. д.       | Тюрьма открылась в 1973 году. |
| Женский исправительный центр Виргинии (англ. Virginia Correctional Center for Women)              | Тюрьма штата                                    | Гучленд                                       | Тюрьма открылась в 1931 году, вместимость — до 0,6 тыс. заключённых, имеются сектора алкоголиков, наркоманов и психически больных, а также сектор выездных работ. |
| 2-е исправительное отделение Каролин (англ. Caroline Correctional Unit #2)                        | Тюрьма штата                                    | Хановер                                       | Тюрьма открылась в 1965 году, вместимость — более 0,1 тыс. заключённых. |
| 13-е исправительное отделение Центральной Виргинии (англ. Central Virginia Correctional Unit #13) | Тюрьма штата                                    | Честерфилд                                    | Тюрьма открылась в 1971 году, вместимость — 0,25 тыс. заключённых (женщин). |
| 10-е исправительное отделение Колд-Спрингс (англ. Cold Springs Correctional Unit #10)             | Тюрьма штата                                    | Гринвилл                                      | Тюрьма открылась в 1953 году, вместимость — более 0,1 тыс. заключённых. |
| 23-е исправительное отделение Галифакса (англ. Halifax Correctional Unit #23)                     | Тюрьма штата                                    | Галифакс                                      | Тюрьма открылась в 1955 году, вместимость — более 0,2 тыс. заключённых, имеется промышленное производство. |
| 17-е исправительное отделение Хайнесвилла (англ. Haynesville Correctional Unit #17)               | Тюрьма штата                                    | Хайнесвилл                                    | Тюрьма открылась в 1959 году, вместимость — более 0,1 тыс. заключённых. |
| 28-е исправительное отделение Патрика Генри (англ. Patrick Henry Correctional Unit #28)           | Тюрьма штата                                    | Риджвей                                       | Тюрьма открылась в 1967 году, вместимость — более 0,1 тыс. заключённых. |
| 9-е исправительное отделение Растберга (англ. Rustburg Correctional Unit #9)                      | Тюрьма штата                                    | Растберг                                      | Тюрьма открылась в 1969 году, вместимость — до 0,2 тыс. заключённых. |
| 18-е исправительное отделение Уайз (англ. Wise Correctional Unit #18)                             | Тюрьма штата                                    | Коберн                                        | Тюрьма открылась в 1964 году, вместимость — более 0,1 тыс. заключённых. |
| Рабочий центр Брансуик (англ. Brunswick Work Center)                                              | Тюрьма штата                                    | Лоуренсвилл                                   | Тюрьма открылась в 1982 году, вместимость — более 0,7 тыс. заключённых, состоит из рабочего центра и женского центра приёма и классификации. |
| Рабочий центр Колд-Спрингс (англ. Cold Springs Work Center)                                       | Тюрьма штата                                    | Гринвилл                                      | Тюрьма открылась в 1995 году, вместимость — 0,15 тыс. заключённых. |
| Мужской рабочий центр Дирфилд (англ. Deerfield Men's Work Center)                                 | Тюрьма штата                                    | Капрон                                        | Тюрьма открылась в 2003 году, вместимость — 0,2 тыс. заключённых. |
| Женский рабочий центр Дирфилд (англ. Deerfield Women's Work Center)                               | Тюрьма штата                                    | Капрон                                        | Тюрьма открылась в 2003 году, вместимость — 0,2 тыс. заключённых. |
| Рабочий центр Гринсвилл (англ. Greensville Work Center)                                           | Тюрьма штата                                    | Джаррет                                       | Тюрьма открылась в 1995 году. |
| Рабочий центр Джеймс-Ривер (англ. James River Work Center)                                        | Тюрьма штата                                    | Стейт-Фарм                                    | Тюрьма открылась в 1995 году, имеется подсобное хозяйство. |
| Рабочий центр Ноттовей (англ. Nottoway Work Center)                                               | Тюрьма штата минимального уровня безопасности   | Берквилл                                      | Мужской центр. |
| Лечебно-исправительный центр Мариона (англ. Marion Correctional Treatment Center)                 | Тюрьма штата                                    | Марион                                        | Тюрьма открылась в 1980 году, вместимость — до 0,2 тыс. заключённых, специализируется на лечении психически больных, имеются сектора нескольких уровней безопасности. |
| Приёмный центр Поухатан (англ. Powhatan Reception Center)                                         | Тюрьма штата                                    | Стейт-Фарм                                    | Центр приёма и классификации, вместимость — до 0,5 тыс. заключённых. |
| Исправительный центр Лоуренсвилла (англ. Lawrenceville Correctional Center)                       | Частная тюрьма среднего уровня безопасности     | Лоуренсвилл                                   | Управляется компанией The GEO Group, вместимость — более 1,5 тыс. заключённых. |
| Федеральный исправительный комплекс Питерсберга (англ. FCC Petersburg)                            | Федеральная тюрьма                              | Питерсберг                                    | Состоит из двух частей — федерального исправительного учреждения Питерсберга среднего уровня безопасности и федерального исправительного учреждения Питерсберга низкого уровня безопасности (также имеется тюремный лагерь минимального уровня безопасности).                            |
| Тюрьма Соединённых Штатов Ли (англ. USP Lee)                                                      | Федеральная тюрьма высокого уровня безопасности | Джоунсвилл                                    | При учреждении имеется тюремный лагерь минимального уровня безопасности. |
| Военно-морская объединённая тюрьма Чесапик (англ. Naval Consolidated Brig Chesapeake)             | Военная тюрьма                                  | Чесапик                                       | Тюрьма расположена на территории базы Военно-морской поддержки деятельности Северо-западного приложения, открылась в 2011 году, вместимость — до 0,4 тыс. заключённых, имеется промышленное производство.                                                                                |